# Xylocopa peruana
Xylocopa peruana är en biart som beskrevs av Pérez 1901. Xylocopa peruana ingår i släktet snickarbin, och familjen långtungebin. Inga underarter finns listade i Catalogue of Life.